# 宋家鼎
宋家鼎（1934年3月—），男，上海人，中国社会学家，曾任中国社会科学院科研局副局长、研究员，中国社会学会秘书长、顾问。